# Olympische Sommerspiele 1992/Tischtennis – Einzel (Männer)
Das Männereinzel im Tischtennis bei den Olympischen Spielen 1992 in Barcelona wurde vom 30. Juli bis 6. August im Poliesportiu Estació del Nord ausgetragen. Im Vergleich zu den Spielen vier Jahre zuvor wurde kein Spiel um Bronze ausgetragen, stattdessen erhielten beide Halbfinalisten eine Bronzemedaille.

## Gruppenphase

### Gruppe A
| Rang | Athlet               | S | N | Sätze | Sätze | Punkte | Punkte |     | Frankreich | Olympia | Nigeria | Neuseeland |
| ---- | -------------------- | - | - | ----- | ----- | ------ | ------ | --- | ---------- | ------- | ------- | ---------- |
| 1    | Jean-Philippe Gatien | 3 | 0 | 6     | 0     | 126    | 80     | —   | 2:0        | 2:0     | 2:0     |            |
| 2    | Zoran Kalinić        | 2 | 1 | 4     | 2     | 115    | 93     | 0:2 | —          | 2:0     | 2:0     |            |
| 3    | Atanda Musa          | 1 | 2 | 2     | 4     | 97     | 112    | 0:2 | 0:2        | —       | 2:0     |            |
| 4    | Hagen Bower          | 0 | 3 | 0     | 6     | 73     | 126    | 0:2 | 0:2        | 0:2     | —       |            |

### Gruppe B
| Rang | Athlet          | S | N | Sätze | Sätze | Punkte | Punkte |     | Schweden | Korea Sud | Estland | Tunesien |
| ---- | --------------- | - | - | ----- | ----- | ------ | ------ | --- | -------- | --------- | ------- | -------- |
| 1    | Jan-Ove Waldner | 3 | 0 | 6     | 0     | 126    | 76     | —   | 2:0      | 2:0       | 2:0     |          |
| 2    | Kang Hee-chan   | 2 | 1 | 4     | 2     | 115    | 94     | 0:2 | —        | 2:0       | 2:0     |          |
| 3    | Igor Solopov    | 1 | 2 | 2     | 4     | 95     | 108    | 0:2 | 0:2      | —         | 2:0     |          |
| 4    | Mourad Sta      | 0 | 3 | 0     | 6     | 68     | 126    | 0:2 | 0:2      | 0:2       | —       |          |

### Gruppe C
| Rang | Athlet            | S | N | Sätze | Sätze | Punkte | Punkte |     | Schweden | Vereinigtes Konigreich | Frankreich | Agypten |
| ---- | ----------------- | - | - | ----- | ----- | ------ | ------ | --- | -------- | ---------------------- | ---------- | ------- |
| 1    | Jörgen Persson    | 3 | 0 | 6     | 1     | 145    | 116    | —   | 2:0      | 2:1                    | 2:0        |         |
| 2    | Matthew Syed      | 2 | 1 | 4     | 2     | 123    | 114    | 0:2 | —        | 2:0                    | 2:0        |         |
| 3    | Nicolas Chatelain | 1 | 2 | 3     | 4     | 135    | 133    | 1:2 | 0:2      | —                      | 2:0        |         |
| 4    | Ashraf Helmy      | 0 | 3 | 0     | 6     | 86     | 126    | 0:2 | 0:2      | 0:2                    | —          |         |

### Gruppe D
| Rang | Athlet         | S | N | Sätze | Sätze | Punkte | Punkte |     | Polen | Brasilien 1968 | Tschechoslowakei | Südafrika 1992 |
| ---- | -------------- | - | - | ----- | ----- | ------ | ------ | --- | ----- | -------------- | ---------------- | -------------- |
| 1    | Andrzej Grubba | 3 | 0 | 6     | 1     | 141    | 85     | —   | 2:1   | 2:0            | 2:0              |                |
| 2    | Cláudio Kano   | 2 | 1 | 5     | 2     | 128    | 109    | 1:2 | —     | 2:0            | 2:0              |                |
| 3    | Roland Vimi    | 1 | 2 | 2     | 4     | 87     | 112    | 0:2 | 0:2   | —              | 2:0              |                |
| 4    | Louis Botha    | 0 | 3 | 0     | 6     | 76     | 126    | 0:2 | 0:2   | 0:2            | —                |                |

### Gruppe E
| Rang | Athlet         | S | N | Sätze | Sätze | Punkte | Punkte |     | Deutschland | Vereintes Team | Jamaika | Kanada |
| ---- | -------------- | - | - | ----- | ----- | ------ | ------ | --- | ----------- | -------------- | ------- | ------ |
| 1    | Jörg Roßkopf   | 3 | 0 | 6     | 0     | 128    | 77     | —   | 2:0         | 2:0            | 2:0     |        |
| 2    | Andrei Masunow | 2 | 1 | 4     | 2     | 118    | 96     | 0:2 | —           | 2:0            | 2:0     |        |
| 3    | Michael Hyatt  | 1 | 2 | 2     | 4     | 83     | 117    | 0:2 | 0:2         | —              | 2:0     |        |
| 4    | Joe Ng         | 0 | 3 | 0     | 6     | 88     | 127    | 0:2 | 0:2         | 0:2            | —       |        |

### Gruppe F
| Rang | Athlet            | S | N | Sätze | Sätze | Punkte | Punkte |     | Belgien | Brasilien 1968 | Vereintes Team | Iran |
| ---- | ----------------- | - | - | ----- | ----- | ------ | ------ | --- | ------- | -------------- | -------------- | ---- |
| 1    | Jean-Michel Saive | 3 | 0 | 6     | 1     | 145    | 104    | —   | 2:0     | 2:1            | 2:0            |      |
| 2    | Hugo Hoyama       | 2 | 1 | 4     | 2     | 118    | 103    | 0:2 | —       | 2:0            | 2:0            |      |
| 3    | Dmitri Masunow    | 1 | 2 | 3     | 4     | 114    | 125    | 1:2 | 0:2     | —              | 2:0            |      |
| 4    | Ebrahim Alidokht  | 0 | 3 | 0     | 6     | 81     | 126    | 0:2 | 0:2     | 0:2            | —              |      |

### Gruppe G
| Rang | Athlet          | S | N | Sätze | Sätze | Punkte | Punkte |     | China Volksrepublik | Tschechoslowakei | Polen | Chile |
| ---- | --------------- | - | - | ----- | ----- | ------ | ------ | --- | ------------------- | ---------------- | ----- | ----- |
| 1    | Ma Wenge        | 3 | 0 | 6     | 1     | 142    | 109    | —   | 2:1                 | 2:0              | 2:0   |       |
| 2    | Petr Korbel     | 2 | 1 | 5     | 3     | 148    | 133    | 1:2 | —                   | 2:1              | 2:0   |       |
| 3    | Piotr Skierski  | 1 | 2 | 3     | 4     | 113    | 127    | 0:2 | 1:2                 | —                | 2:0   |       |
| 4    | Augusto Morales | 0 | 3 | 0     | 6     | 92     | 126    | 0:2 | 0:2                 | 0:2              | —     |       |

### Gruppe H
| Rang | Athlet            | S | N | Sätze | Sätze | Punkte | Punkte |     | Korea Sud | Indien | China Volksrepublik | Marokko |
| ---- | ----------------- | - | - | ----- | ----- | ------ | ------ | --- | --------- | ------ | ------------------- | ------- |
| 1    | Kim Taek-soo      | 3 | 0 | 6     | 1     | 144    | 100    | —   | 2:1       | 2:0    | 2:0                 |         |
| 2    | Kamlesh Mehta     | 2 | 1 | 5     | 3     | 149    | 148    | 1:2 | —         | 2:0    | 2:1                 |         |
| 3    | Lü Lin            | 1 | 2 | 2     | 4     | 107    | 110    | 0:2 | 0:2       | —      | 2:0                 |         |
| 4    | Abdelhadi Legdali | 0 | 3 | 1     | 6     | 102    | 144    | 0:2 | 1:2       | 0:2    | —                   |         |

### Gruppe I
| Rang | Athlet                     | S | N | Sätze | Sätze | Punkte | Punkte |     | Korea Nord | Olympia | Nigeria | Libysch-Arabische Dschamahirija |
| ---- | -------------------------- | - | - | ----- | ----- | ------ | ------ | --- | ---------- | ------- | ------- | ------------------------------- |
| 1    | Li Gun-sang                | 3 | 0 | 6     | 1     | 145    | 94     | —   | 2:0        | 2:1     | 2:0     |                                 |
| 2    | Ilija Lupulesku            | 2 | 1 | 4     | 3     | 133    | 116    | 0:2 | —          | 2:1     | 2:0     |                                 |
| 3    | Sule Olaleye               | 1 | 2 | 4     | 4     | 132    | 160    | 1:2 | 1:2        | —       | 2:0     |                                 |
| 4    | Attaher Mohamed El-Mahjoub | 0 | 3 | 0     | 6     | 88     | 128    | 0:2 | 0:2        | 0:2     | —       |                                 |

### Gruppe J
| Rang | Athlet         | S | N | Sätze | Sätze | Punkte | Punkte |     | Korea Sud | Hongkong 1959 | Vereinigte Staaten | Kuba |
| ---- | -------------- | - | - | ----- | ----- | ------ | ------ | --- | --------- | ------------- | ------------------ | ---- |
| 1    | Yoo Nam-kyu    | 3 | 0 | 6     | 2     | 160    | 114    | —   | 2:1       | 2:1           | 2:0                |      |
| 2    | Lo Chuen Tsung | 2 | 1 | 5     | 2     | 128    | 109    | 1:2 | —         | 2:0           | 2:0                |      |
| 3    | Sean O’Neill   | 1 | 2 | 3     | 4     | 125    | 126    | 1:2 | 0:2       | —             | 2:0                |      |
| 4    | Santiago Roque | 0 | 3 | 0     | 6     | 62     | 126    | 0:2 | 0:2       | 0:2           | —                  |      |

### Gruppe K
| Rang | Athlet          | S | N | Sätze | Sätze | Punkte | Punkte |     | China Volksrepublik | Japan | Nigeria | Saudi-Arabien |
| ---- | --------------- | - | - | ----- | ----- | ------ | ------ | --- | ------------------- | ----- | ------- | ------------- |
| 1    | Wang Tao        | 3 | 0 | 6     | 1     | 135    | 96     | —   | 2:1                 | 2:0   | 2:0     |               |
| 2    | Kōji Matsushita | 2 | 1 | 5     | 2     | 130    | 93     | 1:2 | —                   | 2:0   | 2:0     |               |
| 3    | Yomi Bankole    | 1 | 2 | 2     | 5     | 105    | 133    | 0:2 | 0:2                 | —     | 2:1     |               |
| 4    | Raed Hamdan     | 0 | 3 | 1     | 6     | 92     | 140    | 0:2 | 0:2                 | 1:2   | —       |               |

### Gruppe L
| Rang | Athlet         | S | N | Sätze | Sätze | Punkte | Punkte |     | Kroatien | Vereinigte Staaten | Tschechoslowakei | Peru |
| ---- | -------------- | - | - | ----- | ----- | ------ | ------ | --- | -------- | ------------------ | ---------------- | ---- |
| 1    | Zoran Primorac | 3 | 0 | 6     | 0     | 126    | 74     | —   | 2:0      | 2:0                | 2:0              |      |
| 2    | Jim Butler     | 2 | 1 | 4     | 3     | 133    | 101    | 0:2 | —        | 2:1                | 2:0              |      |
| 3    | Tomáš Janči    | 1 | 2 | 3     | 4     | 129    | 102    | 0:2 | 1:2      | —                  | 2:0              |      |
| 4    | Yair Nathan    | 0 | 3 | 0     | 6     | 15     | 126    | 0:2 | 0:2      | 0:2                | —                |      |

### Gruppe M
| Rang | Athlet           | S | N | Sätze | Sätze | Punkte | Punkte |     | Niederlande | Schweden | Indonesien | Spanien |
| ---- | ---------------- | - | - | ----- | ----- | ------ | ------ | --- | ----------- | -------- | ---------- | ------- |
| 1    | Paul Haldan      | 3 | 0 | 6     | 1     | 138    | 125    | —   | 2:1         | 2:0      | 2:0        |         |
| 2    | Mikael Appelgren | 2 | 1 | 5     | 2     | 142    | 120    | 1:2 | —           | 2:0      | 2:0        |         |
| 3    | Anton Suseno     | 1 | 2 | 2     | 4     | 115    | 119    | 0:2 | 0:2         | —        | 2:0        |         |
| 4    | José María Pales | 0 | 3 | 0     | 6     | 96     | 127    | 0:2 | 0:2         | 0:2      | —          |         |

### Gruppe N
| Rang | Athlet            | S | N | Sätze | Sätze | Punkte | Punkte |     | Deutschland | Korea Nord | Japan | Chile |
| ---- | ----------------- | - | - | ----- | ----- | ------ | ------ | --- | ----------- | ---------- | ----- | ----- |
| 1    | Steffen Fetzner   | 3 | 0 | 6     | 2     | 159    | 115    | —   | 2:1         | 2:1        | 2:0   |       |
| 2    | Kim Song-hui      | 2 | 1 | 5     | 2     | 142    | 91     | 1:2 | —           | 2:0        | 2:0   |       |
| 3    | Takehiro Watanabe | 1 | 2 | 3     | 4     | 98     | 132    | 1:2 | 0:2         | —          | 2:0   |       |
| 4    | Marcos Núñez      | 0 | 3 | 0     | 6     | 67     | 128    | 0:2 | 0:2         | 0:2        | —     |       |

### Gruppe O
| Rang | Athlet            | S | N | Sätze | Sätze | Punkte | Punkte |     | Osterreich | Japan | Neuseeland | Kuba |
| ---- | ----------------- | - | - | ----- | ----- | ------ | ------ | --- | ---------- | ----- | ---------- | ---- |
| 1    | Ding Yi           | 3 | 0 | 6     | 0     | 126    | 87     | —   | 2:0        | 2:0   | 2:0        |      |
| 2    | Hiroshi Shibutani | 2 | 1 | 4     | 2     | 117    | 93     | 0:2 | —          | 2:0   | 2:0        |      |
| 3    | Peter Jackson     | 1 | 2 | 2     | 4     | 104    | 111    | 0:2 | 0:2        | —     | 2:0        |      |
| 4    | Rubén Arado       | 0 | 3 | 0     | 6     | 70     | 126    | 0:2 | 0:2        | 0:2   | —          |      |

### Gruppe P
| Rang | Athlet          | S | N | Sätze | Sätze | Punkte | Punkte |     | Vereinigtes Konigreich | Korea Nord | Spanien | Indien |
| ---- | --------------- | - | - | ----- | ----- | ------ | ------ | --- | ---------------------- | ---------- | ------- | ------ |
| 1    | Carl Prean      | 3 | 0 | 6     | 1     | 145    | 93     | —   | 2:0                    | 2:1        | 2:0     |        |
| 2    | Choi Kyong-sob  | 2 | 1 | 4     | 3     | 129    | 124    | 0:2 | —                      | 2:1        | 2:0     |        |
| 3    | Roberto Casares | 1 | 2 | 4     | 5     | 158    | 171    | 1:2 | 1:2                    | —          | 2:1     |        |
| 4    | Chetan Baboor   | 0 | 3 | 1     | 6     | 104    | 148    | 0:2 | 0:2                    | 1:2        | —       |        |

## Finalrunde
|  | Achtelfinale | Achtelfinale         | Achtelfinale | Achtelfinale | Achtelfinale | Achtelfinale | Achtelfinale |  |  | Viertelfinale | Viertelfinale        | Viertelfinale | Viertelfinale | Viertelfinale | Viertelfinale | Viertelfinale |    |                      | Halbfinale | Halbfinale | Halbfinale | Halbfinale | Halbfinale | Halbfinale | Halbfinale |  |  | Finale | Finale | Finale | Finale | Finale | Finale | Finale |
|  |              |                      |              |              |              |              |              |  |  |               |                      |               |               |               |               |               |    |                      |            |            |            |            |            |            |            |  |  |        |        |        |        |        |        |        |
|  | A1           | Jean-Philippe Gatien | 22           | 25           | 21           | 17           | 21           |  |  |               |                      |               |               |               |               |               |    |                      |            |            |            |            |            |            |            |  |  |        |        |        |        |        |        |        |
|  | J1           | Yoo Nam-kyu          | 24           | 23           | 19           | 21           | 19           |  |  | A1            | Jean-Philippe Gatien | 21            | 20            | 18            | 21            | 21            |    |                      |            |            |            |            |            |            |            |  |  |        |        |        |        |        |        |        |
|  | O1           | Ding Yi              | 21           | 21           | 21           |              |              |  |  | O1            | Ding Yi              | 13            | 22            | 21            | 18            | 5             |    |                      |            |            |            |            |            |            |            |  |  |        |        |        |        |        |        |        |
|  | F1           | Jean-Michel Saive    | 17           | 17           | 15           |              |              |  |  |               |                      |               |               |               |               |               | A1 | Jean-Philippe Gatien | 20         | 22         | 21         | 12         | 21         |            |            |  |  |        |        |        |        |        |        |        |
|  | G1           | Ma Wenge             | 21           | 21           | 21           |              |              |  |  | G1            | Ma Wenge             | 22            | 20            | 16            | 21            | 13            |    |                      |            |            |            |            |            |            |            |  |  |        |        |        |        |        |        |        |
|  | M1           | Paul Haldan          | 15           | 16           | 13           |              |              |  |  | G1            | Ma Wenge             | 21            | 21            | 21            |               |               |    |                      |            |            |            |            |            |            |            |  |  |        |        |        |        |        |        |        |
|  | N1           | Steffen Fetzner      | 13           | 17           | 11           |              |              |  |  | C1            | Jörgen Persson       | 14            | 18            | 8             |               |               |    |                      |            |            |            |            |            |            |            |  |  |        |        |        |        |        |        |        |
|  | C1           | Jörgen Persson       | 21           | 21           | 21           |              |              |  |  |               |                      |               |               |               |               |               | A1 | Jean-Philippe Gatien | 10         | 18         | 23         |            |            |            |            |  |  |        |        |        |        |        |        |        |
|  | D1           | Andrzej Grubba       | 13           | 18           | 7            |              |              |  |  | B1            | Jan-Ove Waldner      | 21            | 21            | 25            |               |               |    |                      |            |            |            |            |            |            |            |  |  |        |        |        |        |        |        |        |
|  | K1           | Wang Tao             | 21           | 21           | 21           |              |              |  |  | K1            | Wang Tao             | 19            | 21            | 12            | 21            | 18            |    |                      |            |            |            |            |            |            |            |  |  |        |        |        |        |        |        |        |
|  | L1           | Zoran Primorac       | 21           | 21           | 20           | 8            | 12           |  |  | H1            | Kim Taek-soo         | 21            | 15            | 21            | 13            | 21            |    |                      |            |            |            |            |            |            |            |  |  |        |        |        |        |        |        |        |
|  | H1           | Kim Taek-soo         | 19           | 13           | 22           | 21           | 21           |  |  |               |                      |               |               |               |               |               | H1 | Kim Taek-soo         | 9          | 18         | 19         |            |            |            |            |  |  |        |        |        |        |        |        |        |
|  | E1           | Jörg Roßkopf         | 21           | 21           | 18           | 21           |              |  |  | B1            | Jan-Ove Waldner      | 21            | 21            | 21            |               |               |    |                      |            |            |            |            |            |            |            |  |  |        |        |        |        |        |        |        |
|  | I1           | Li Gun-sang          | 13           | 14           | 21           | 15           |              |  |  | E1            | Jörg Roßkopf         | 15            | 14            | 21            | 17            |               |    |                      |            |            |            |            |            |            |            |  |  |        |        |        |        |        |        |        |
|  | P1           | Carl Prean           | 15           | 14           | 15           |              |              |  |  | B1            | Jan-Ove Waldner      | 21            | 21            | 18            | 21            |               |    |                      |            |            |            |            |            |            |            |  |  |        |        |        |        |        |        |        |
|  | B1           | Jan-Ove Waldner      | 21           | 21           | 21           |              |              |  |  |               |                      |               |               |               |               |               |    |                      |            |            |            |            |            |            |            |  |  |        |        |        |        |        |        |        |